# Brad Pitt (bokser)
 For alternative betydninger, se Brad Pitt (flertydig). (Se også artikler, som begynder med Brad Pitt)
Bradley Michael "Brad" Pitt  (født 8. november 1981 i Blairgowrie) er en australsk amatørbokser, som konkurrerer i vægtklassen sværvægt. Pitt fik sin olympiske debut da han repræsenterede Australien ved sommer-OL 2008. Her blev han slået ud i første runde af Mohamed Arjaoui fra Marokko i samme vægtklassen. Hans bedste resultat var en guldmedalje han fik under Commonwealth Games i 2006.